# Kazumichi Takagi
Kazumichi Takagi (高木 和道, Takagi Kazumichi, Yasu, 21 november 1980) is een Japans voormalig voetballer die als verdediger speelde.

## Carrière
Kazumichi Takagi speelde tussen 2000 en 2011 voor Shimizu S-Pulse, Vissel Kobe en Gamba Osaka. Hij tekende in 2012 bij Vissel Kobe.

## Japans voetbalelftal
Kazumichi Takagi debuteerde in 2008 in het Japans nationaal elftal en speelde 5 interlands.

## Statistieken
| Japans voetbalelftal | Japans voetbalelftal | Japans voetbalelftal |
| Jaar                 | Wed.                 | Dlp.                 |
| -------------------- | -------------------- | -------------------- |
| 2008                 | 3                    | 0                    |
| 2009                 | 2                    | 0                    |
| Totaal               | 5                    | 0                    |